# Лозинский, Леонид Яковлевич
Лозинский Леонид Яковлевич (1856, Гдов — 1915, Петроград) — юрист, процессуалист, присяжный поверенный, отец известного русского советского поэта, переводчика, одного из создателей советской школы поэтического перевода Михаила Леонида Лозинского.

## Биография
Родился в семье дворянина Якова Клементьевича Лозинского (1817—1884), родом из Гдова, окончившего жизнь в Петербурге управляющим делами Главного общества российских железных дорог. Яков Клементьевич был женат два раза: на Елизавете Маттисон, рано умершей от туберкулеза, оставившей пятерых детей (двое умерли до её смерти) — Евгений, Александр, Леонид, Сергей и Софья. Во второй раз на Клавдии Семёновне Новинской, бывшей институтке Еленинского института в Петербурге, и имел от неё дочь Юлию.
Леонид Яковлевич Лозинский стал юристом, окончив Санкт-Петербургский императорский университет, занимался адвокатурой.
С 1880 г. стал помощником у присяжного поверенного Е. И. Утина, проживал по Забалканскому пер., д.11/30, кв.10.
Стал присяжным поверенным с 24.01.1885 г. Проживал на ул. Николаевской, д.68.
У него были помощники — В. А. Миллер, впоследствии женившийся на его дочери Елизавете, Л. Д. Горбачевский, В. Ф. Елеонский.
На 1893 г. числился присяжным поверенным в Петербурге вместе Александром Яковлевичем и Владимиром Яковлевичем Лозинскими, проживал в Загородном переулке в д. 72.
По воспоминаниям дочери:

«Был культурным человеком, хотя на иностранных языках говорил не очень хорошо, но знал всю литературу не только в переводах. Память его была поразительна, и он так и сыпал цитатами из классиков и современных писателей. Библиотека у него была очень большая, отведена была под конец его жизни большая комната, и книги помещались ещё в других комнатах большой квартиры на Николаевской, 68. Кроме общей у него была ещё исключительная юридическая библиотека, которой не было даже в Юридическом обществе и которая после его кончины, перешла к моему мужу, единственному юристу семьи в Петербурге. Что с ней сталось — неизвестно».
Жена — Анна Ивановна (1857—1948) — урождённая Макаревич, в 1921 году эмигрировавшая во Францию после большевистского переворота, похоронена вместе с младшим сыном Григорием на кладбище Сен-Женевьев де Буа под Парижем.
В семье было трое детей:
- Елизавета (1884, Санкт-Петербург — 1971, Йоханнесбург) — окончила Литейную женскую гимназию, Высшие женские (Бестужевские) курсы (1905), позже курсы Alliance Francaise, в 1914 получила звание домашней учительницы. Муж — адвокат, присяжный поверенный Владимир Анатольевич Миллер, ученик отца, друг Михаила. В 1918 году эмигрировали с мужем сначала в Данию, где прожили год, затем два года в Англии, 26 лет — во Франции. В 1947 были вынуждены были перебраться в Южную Африку, поскольку муж был обвинен в коллаборационизме и в судебном порядке лишен права проживания в стране, а его деньги, лежавшие в английском банке, невозможно было без значительных потерь получить в Европе. Муж скончался в 1958, однако в просьбе о разрешении вернуться во Францию власти Елизавете отказали. Последние годы жизни (с июня 1959) провела в доме престарелых Cransley House под Йоханнесбургом, где и скончалась.
- Михаил (1886, Гатчина −1955, Ленинград),
- Григорий (1889, Санкт-Петербург — 1942, Париж) — тоже стал переводчиком, знал старофранцузский и современный французский, финский, шведский, португальский, арабский языки; основал издательство — «Петрополис», что внесло значительный вклад в издательское дело и литературу. Издательство работало в 1918—1922 годах, а затем было перенесено в Берлин, где существовало до переломного 1933 года. 15-летний юбилей издательства пришёлся на фашистский поджог Рейхстага в Берлине. Издательство было перенесено в Брюссель и оно прекратило свою деятельность только в условиях фашистской оккупации города в 1940 г. После эмиграции во Францию в 1921 г. стал профессором старофранцузского языка в Сорбонном университете.